# ロイド・レジスター・グループ
座標: 北緯51度30分45秒 西経0度04分44秒 / 北緯51.51255度 西経0.078804度
ロイド・レジスター・グループ・リミテッド（英: Lloyd's Register Group Limited, LR）は、科学・工学の研究・教育に取り組むイギリスの慈善団体であるロイド・レジスター・ファウンデーション (Lloyd’s Register Foundation) が保有する、船級協会である。“Lloyd's” の名前を使っているが、保険市場と保険組合のロイズとは無関係である。その歴史は、1760年までに遡ることができる。
認証等によってクライアントを支援することで、生命・財産・環境の安全性を向上させることを目的としており、歴史的には海運業を重視してきた。20世紀後半に、石油・ガス産業、装置産業、原子力産業、鉄道業などの産業に多角化していった。
100%子会社のロイド・レジスター・クオリティ・アシュアランス・リミテッド (Lloyd's Register Quality Assurance Ltd., LRQA) を通して、ISO 9001, ISO 14001, OHSAS 18001 等の規格における品質認証を行う、第三者アセスメント業も行っている。

## 沿革
本組織の「ロイド」の名前は、17世紀のロンドンに存在した、コーヒーハウスに由来する。エドワード・ロイド (Edward Lloyd) がオーナーをしていたコーヒーショップには、商人、海上保険業者、その他の海運に関連する業者が出入りしていた。そこでロイドは、自分が聞いたニュースを紙にして、これを回覧させることで、情報交換を手助けした。1760年、コーヒーハウスの顧客によって世界初の船級協会であるレジスター・ソサエティー（登録協会、Register Society）が設立された。